# がっこ茶っこTV
『がっこ茶っこTV』（がっこちゃっこティービー）とは、2010年4月2日から2012年3月23日まで秋田テレビで放送されていたローカル情報バラエティ番組である。

## 番組概要
笑顔とふれあいをテーマに、秋田県内をはじめとする旬の話題や知って得する情報を紹介していた生活情報番組である。

## 出演者
- 後藤美菜子（当時秋田テレビアナウンサー）
- 熊坂良（当時秋田テレビアナウンサー）
- ブラボー中谷
- ベリッシモ・フランチェスコ
- 石井資子（当時秋田テレビアナウンサー）
- 桂三若（秋田に住みます芸人） - 準レギュラー。

## 備考
- 2011年10月、番組のオープニングアニメーションとテーマ曲がリニューアルされた。